# Émission Norden

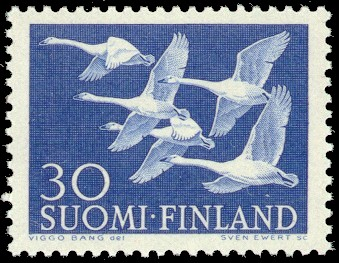
Timbre finlandais de la première émission commune de 1956.

Pour les articles homonymes, voir Norden (homonymie).
L'émission Norden ou émission nordique est une émission conjointe bisannuelle de timbres-poste sur une même illustration ou un même thème par les administrations postales des pays nordiques.

## Histoire
L'idée d’une émission commune entre pays nordiques date de 1951, lorsque la Foreningen Norden (l'Association nordique) contacte les cinq administrations postales nordiques. Au mois de mars de cette même année, un accord d’une émission commune est pris mais pour des raisons pratiques ne verra le jour que quelques années plus tard. Cette émission prendra fin en 2020. 

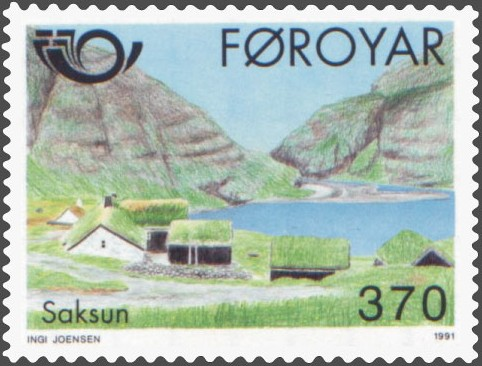
Timbre des îles Féroé de 1991 portant en haut à gauche le logotype des émissions Norden.

La première émission Norden date de 1956 avec un motif commun représentant cinq cygnes en plein vol. Ce motif émane d’un poème de 1946 de Hans Hartvig Seedorff Pedersen ayant pour titre « Svanerne fra Norden » (Les cygnes des pays nordiques) symbolisant la liberté dans la communauté formée par les cinq pays nordiques symbolisés chacun ici par un cygne : le Danemark, la Finlande, l'Islande, la Norvège et la Suède.
Un concours fut organisé pour choisir l'œuvre qui serait représentée sur l'émission commune. Quatre artistes y participèrent : Viggo Bang (Danemark), Signe Hammarsten-Janson (Finlande), Johannes Haukland (Norvège) et Mark Sylvan (Suède). 
La contribution danoise remporta ce concours et fut gravée par le Suédois Sven Ewert. Il y eut deux timbres par pays, un bleu et un rouge et ils furent émis le 30 octobre 1956, le jour des pays nordiques. 
Il fallut attendre 1969 pour l'émission d'une seconde émission Norden. Dès 1980 les émissions se succédèrent tous les trois ans et comme c'était déjà le cas pour les timbres Europa depuis 1974, les émissions Norden optèrent pour un thème commun au lieu d'un motif commun.
Dès 1977, un logo figure sur les émissions Norden, un cor de poste formé par cinq autres cors et dès 1989 les émissions deviennent bisannuelles.

## Liste des émissions

### Illustration commune (1956-1977)
| Année | Illustration commune              | Thème                          | Nombre de pays participants                      | Auteur de l'illustration commune               |
| ----- | --------------------------------- | ------------------------------ | ------------------------------------------------ | ---------------------------------------------- |
| 1956  | Cinq cygnes en vol                | Liberté                        | 5 ( Danemark, Finlande, Islande, Norvège, Suède) | Viggo Bang (Danemark)                          |
| 1969  | Cinq bateaux vikings              |                                | 5                                                | S. A. Gustafsson (Suède)                       |
| 1973  | Maison nordique à Reykjavik       |                                | 5                                                | Pentti Rahikainen et Pirkko Vahtero (Finlande) |
| 1977  | Cinq nénuphars dans de l'eau pure | Collaboration environnementale | 5                                                | Ingrid Jangaard Ousland (Norvège)              |

### Thèmes communs (1980-)
| Année | Thème                          | Nombre de pays participants                                             |
| ----- | ------------------------------ | ----------------------------------------------------------------------- |
| 1980  | Artisanat                      | 5                                                                       |
| 1983  | Tourisme                       | 5                                                                       |
| 1986  | Villes jumelées                | 5                                                                       |
| 1989  | Costumes traditionnels         | 5                                                                       |
| 1991  | Tourisme I/III                 | 8 (première participation d' Îles Åland, des Îles Féroé et du Groenland |
| 1993  | Tourisme II/III                | 8                                                                       |
| 1995  | Tourisme IIII/III              | 8                                                                       |
| 1998  | Bateaux                        | 8                                                                       |
| 2002  | Art contemporain               | 8                                                                       |
| 2004  | Mythologie nordique I/III      | 8                                                                       |
| 2006  | Mythologie nordique II/III     | 8                                                                       |
| 2008  | Mythologie nordique III/III    | 8                                                                       |
| 2010  | Vie côtière I/III              | 8                                                                       |
| 2012  | Vie côtière II/III             | 8                                                                       |
| 2014  | Vie côtière III/III            | 8                                                                       |
| 2016  | Culture gastronomique nordique | 8                                                                       |
| 2018  | Poissons de la région nordique | 8                                                                       |
| 2020  | Mammifères nordiques           | 8 - Dernière année de l'émission                                        |

En 1960, trois pays nordiques, le Danemark, la Norvège et la Suède émirent un timbre commun pour célébrer la compagnie aérienne scandinave SAS. Ce n'est pas une émission Norden, mais ces timbres sont toutefois considérés par les catalogues faisant partie de cette série.
Ces dernières années, il est possible d'acheter la collection complète dans une pochette mise en vente par chacune des administrations postales nordiques.
2020, après 70 ans, a été la dernière année de l'émission Norden à thème commun.

### Sources
- Erik Jensen, The Nordic Swans complete their 50th Year, Aug. 2006